# Distretto di Rupandehi
Il distretto di Rupandehi è un distretto del Nepal. In seguito alla riforma costituzionale del 2015 fa parte della provincia di Lumbini, che fino al 6 ottobre 2020 era chiamata provincia No. 5.
Il capoluogo è Siddharthanagar.
Geograficamente il distretto appartiene alla zona pianeggiante del Terai.
Nel territorio si trova il famoso sito religioso buddista di Lumbini dove secondo la tradizione sarebbe nato Siddhārtha Gautama il fondatore del Buddhismo.
I principali gruppi etnici presenti nel distretto sono i Bahun e i Tharu.

## Municipalità
Il distretto è suddiviso in 16 municipalità, sei urbane e sei rurali.
1. Butwal
2. Devdaha
3. Lumbini Sanskritik
4. Sainamaina
5. Siddharthanagar
6. Tilottama
7. Gaidahawa
8. Kanchan
9. Kotahimai
10. Marchawari
11. Mayadevi
12. Omsatiya
13. Rohini
14. Sammarimai
15. Siyari
16. Suddodhan